# Комітет з Державних премій України в галузі науки і техніки
Комітет з Державних премій України в галузі науки і техніки (далі – Комітет) - допоміжний орган, що забезпечує здійснення Президентом України повноважень із нагородження Державними преміями України в галузі науки і техніки (далі – Державні премії), а також присудження премій Президента України для молодих вчених, призначення стипендій Президента України для молодих вчених. Державна премія України в галузі науки і техніки була заснована у 1969 році (як Державна премія УРСР в галузі науки і техніки).
24 листопада 2023 року Президент України В.Зеленський перейменував Комітет з Державних премій України в галузі науки і техніки на Комітет з Національної премії України імені Бориса Патона та призначив його головою президента Національної академії наук України А.Загороднього.

## Функції Комітету
Комітет для здійснення покладених на нього завдань:
- приймає та розглядає наукові (науково-технічні) роботи, наукові видання, підручники(далі – роботи), висунуті для участі у конкурсі зі здобуття Державних премій  та роботи, висунуті для участі у конкурсізі здобуття премій Президента України для молодих вчених, відбирає роботи для участі в зазначених конкурсах;
- визначає порядок участі робіт у конкурсі зі здобуття Державних премій (утому числі стосовно робіт, які становлять державну таємницю),  конкурсі зі здобуття премій Президента України для молодих вчених, оформлення документів, необхідних для участі в зазначених конкурсах, визначає порядок розгляду результатів наукових і науково-технічних експертиз робіт, які висунуті для участі у зазначених конкурсах,та робіт, які беруть у них участь, вирішує інші питання, пов’язані з проведенням цих конкурсів, а також визначає порядокрозгляду матеріалів для призначення стипендій Президента України для молодих вчених;
- проводить конкурс зі здобуття Державних премій та конкурс зі здобуття премій Президента України для молодих вчених, забезпечує додержання відповідних конкурсних процедур;
- забезпечує здійснення наукової і науково-технічної експертизи робіт, висунутих для участі у конкурсі зі здобуття Державних премій та конкурсі зі здобуття премій Президента України для молодих вчених, та робіт, які беруть участь у конкурсах;
- приймає рішення щодо внесення Президентові України пропозицій про присудження Державної премії особам за відповідні роботи, щодо кандидатур на присудження премії Президента України для молодих вчених, приймає рішення щодо призначення стипендій Президента України для молодих вчених;
- виплачує лауреатам Державних премій  та премій Президента України для молодих вчених грошову частину зазначених премій, а також виплачуєстипендії Президента України для молодих вчених.

## Права Комітету
Комітет має право:
- утворювати президію Комітету, зокрема для розгляду робіт, які становлять державну таємницю, а також спеціалізовані секції Комітету з окремих напрямів наукової і науково-технічної діяльності (далі – спеціалізовані секції) та експертні комісії для розгляду робіт, які висунуті для участі у конкурсі, беруть участь у конкурсі зі здобуття Державних премій, конкурсі зі здобуття премій Президента України для молодих вчених,  визначати порядок їх роботи;
- залучати в установленому порядку до проведення наукової і науково-технічної експертизи та експертного розгляду робіт, які висунуті для участі у конкурсі, беруть участь у конкурсі зі здобуття Державних премій, конкурсі зі здобуття премій Президента України для молодих вчених, вчених і спеціалістів, оплата праці яких здійснюється відповідно до законодавства України;
- відряджати членів Комітету, членів його спеціалізованих секцій,  експертів  або  експертні  комісії  та  працівників секретаріату Комітету для ознайомлення з результатами робіт, висунутих на здобуття Державних премій. Витрати, пов'язані з відрядженням  зазначених  осіб,  проводяться  відповідно  до встановленого кошторису.

## Структура Комітету, форма роботи
- Комітет утворюється у складі голови, заступників голови та членів Комітету, які, як правило, працюють на громадських засадах.
- Комітет очолює голова, якого призначає Президент України. Голова Комітету має заступників, яких за його поданням призначає Президент України.
- Персональний склад Комітету затверджує Президент України за поданням голови Комітету строком на 4 роки.
- Указом Президента України від 18 червня 2015 року №345/2015 " Про склад Комітету з Державних премій України в галузі науки і техніки" (із змінами, внесеними згідно з Указом Президента України N 305/2016 від 20.07.2016) затверджено Комітет у кількості 78 осіб.[2],[3].
- Голова Комітету - Б.Є. Патон, президент Національної академії наук України.
- До складу Комітету включаються вчені та працівники державних органів, Національної академії наук України, національних галузевих академій наук, наукових установ, вищих навчальних закладів, організацій, підприємств, представники громадських об'єднань, які здобули авторитет у сфері наукової і науково-технічної діяльності. До складу Комітету також за посадою включаються Міністр освіти і науки України, а також президент Національної академії наук України та президенти національних галузевих академій наук (за згодою).
- Роботу Комітету спрямовує президія Комітету. Персональний склад президії Комітету затверджує голова Комітету.
- Основною формою роботи Комітету є засідання, які проводяться в міру потреби.

## Секретаріат Комітету
Діяльність Комітету забезпечується його Секретаріатом.
- Секретаріат Комітету очолює керівник Секретаріату Комітету, який є одночасно заступником голови Комітету.

Структуру Секретаріату затверджує голова Комітету.
Фінансування діяльності Комітету здійснюється за рахунок Державного бюджету України.
- Комітет є юридичною особою, має самостійний баланс, рахунки в органах Державної казначейської служби України, печатку із зображенням Державного герба України та своїм найменуванням.